# Juan Bautista Urberuaga
Juan Bautista Urberuaga Inés, (nacido el 21 de enero de 1943 en  Venezuela) es un exjugador de baloncesto español.

## Internacionalidades
Fue internacional con España en 9 ocasiones
. Participó en los siguientes eventos:
- Eurobasket 1965: 11 posición.